# Sybra patrua
Sybra patrua là một loài bọ cánh cứng trong họ Cerambycidae.